# Warpath (Marvel Comics)
Warpath (James Proudstar), voorheen ook bekend als de tweede Thunderbird, is een fictieve superheld uit de strips van Marvel Comics. Hij is momenteel lid van de X-Men. Hij werd bedacht door Chris Claremont en Sal Buscema, en verscheen voor het eerst in The New Mutants #16 (juni 1984).
Proudstar is een mutant met bovenmenselijke kracht, snelheid en uithoudingsvermogen, gelijk aan de krachten van zijn overleden broer Thunderbird (John Proudstar). Alleen is Proudstars krachtniveau veel hoger. Proudstar is tevens een Apache-indiaan.
Hij gaf oorspronkelijk de X-Men de schuld voor de dood van zijn broer, en sloot zich daarom aan bij het superschurkenteam de Hellions. Tegenwoordig hoort hij bij de X-Men.

## Biografie
James' broer John Proudstar was een lid van het nieuwe X-Men-team dat werd samengesteld door Professor X om de oude X-Men te bevrijden van het eiland Krakoa. John kwam echter om bij een van de eerste missies. James gaf in zijn woedde de X-Men de schuld van zijn broers dood. Hij werd om wraak te nemen lid van de Hellions, een team van jonge mutanten geleid door de superschurk Emma Frost.
In Uncanny X-Men #193 verscheen James opnieuw in zijn broers oude Thunderbird-kostuum. Hij ontvoerde Banshee om de X-Men naar Cheyenne Mountain te lokken, de plaats waar John was omgekomen. Toen de kans zich voordeed was James echter niet in staat Professor X in koelen bloedde te vermoorden. Professor X bood hem aan lid te worden van de New Mutants, maar hij weigerde.
Maanden later besefte James dat Emma Frosts academie niets voor hem was, dus keerde hij terug naar zijn ouderlijk huis in Camp Verde, Arizona. James sloeg opnieuw het aanbod bij de New Mutants te komen af, ditmaal van Cable. Na de ontmoeting met Cable in New York keerde James huiswaarts, maar ontdekte dat zijn hele stam was uitgemoord. Hij dacht eerst dat de Hellions hierachter zaten als straf voor het feit dat hij hen had verlaten, omdat hij het masker van een Hellfire Club-soldaat vond. Hij sloot zich uit woedde aan bij de New Mutants in de hoop de Hellions op te sporen en wraak te kunnen nemen.
Niet lang daarna verbraken de New Mutants hun connecties met de X-Men en namen de naam X-Force aan. James gaf zichzelf toen de codenaam Warpath. Warpath bleef een lid van X-Force totdat dit team werd opgeheven. Tijdens deze periode werd hij kalmer en meer beheerst.
Warpath kwam uiteindelijk oog in oog te staan met Emma Frost, maar die zwoer niets te maken te hebben met de moord op Warpaths stam. Na te ontdekken dat er nog iemand van zijn stam in leven was, zocht Warpath deze overlevende op. De man vertelde Warpath dat Styfe, een oude vijand van X-Force achter de moord op de stam zat. Warpath spoorde Styfe op, maar kreeg niet de kans op wraak te nemen.
Met behulp van voormalig Britse agent Pete Wisdom leerde James zijn krachten om te vliegen te ontwikkelen. Na de opheffing van X-Force werd Warpath samen met Cannonball en Cable lid van een van de X-Men-teams.
Warpath was een van de weinige mutanten die zijn krachten behield na de gebeurtenissen uit House of M. Samen met Professor X, Nightcrawler, Havok, Polaris, Rachel Summers en Darwin ging hij vervolgens op een missie in de ruimte om Vulcan op te sporen.
Toen hij samen met Nightcrawler Professor X en Hebzibah (een van de Starjammers) terugging naar de aarde, waarbij de rest ven het team in de ruimte bleef, rustte hij uit. Hij kreeg ook een vaste relatie met Hebzibah.

## Krachten en vaardigheden
Warpath is een mutant met bovenmenselijke kracht, snelheid, uithoudingsvermogen, wendbaarheid en reflexen. Verder kan hij vliegen en is minder kwetsbaar voor fysieke schade dan normale mensen.
Warpath is tevens een ervaren vechter. Hij gebruikt normaal messen gemaakt van het fictieve metaal vibranium als wapens.